# آریره بان
در فرانسه دوره قرون وسطی، آریره بان (انگلیسی: Arrière-ban)، به افرادی گفته می‌شد که به سن جنگیدن و برداشتن سلاح رسیده بودند و در شرایط خاص و با اعلان پادشاه، به خدمت سپاه درمی‌آمدند. این نیروها با توجه به تعداد آن و در قیاس با نیروهای نظامی فئودالی، از تجهیزات و مهارت‌های نظامی کمتری برخوردار بودند.